# 花漾
《花漾》是一部2012年上映于两岸四地上映的古装爱情片，主演是吳君如、任達華、言承旭、陈意涵 、陈妍希、郑元畅，导演是周美玲。

## 剧情
花漾，花在水中的倒影，寓意着破碎的爱情。人生如海，你／妳通得过残酷的爱情考验吗？300年前，一座流放的岛屿，一条璀璨的花街，一对双胞胎歌伎与海盗的故事。一群海盗，不服朝廷海禁，以海自居，公道正义不行于世的年代里，人们即将面临一场人性与爱情的考验。
明朝末年，流屿是一个收容流放犯人的三不管岛屿。有钱有势、从事非法买卖的海爷（任达华）以流屿为据点，因此虽然朝廷分身乏术、已无力管辖，流屿反而在海爷的统治下自给自足、十分兴旺。
白小雪（陈妍希）和白小霜（陈意涵）是一对孪生姐妹，跟着治病时不慎染上麻疯的医生父亲一起被流放。小霜为了让自己和姐姐可以活下去，推开小雪拉着父亲的手，任父亲淹死。她们漂流到流屿海边，向路过的花月娘（吴君如）求救。小霜谎称她们是落难的官家小姐，曾是红牌歌妓的月娘决定收养她们，培植成红牌歌女。
小雪凭著轻柔空灵的歌喉先成为卖艺不卖身的红牌歌妓，心机深沉、心狠手辣的小霜一面静待自己成名的机遇、一面担起保护两姐妹的责任，在各方面照顾个性单纯、善良、浪漫的小雪。
小雪的麻疯病开始发作，小霜因为两姐妹之间的感应作用身上也开始有麻疯病的病征，开始盘算如何能保住自己和姐姐，不要被流放。小霜已经用计害死了发现小雪有麻疯病的侍女小杜鹃（徐宛铃），但是还是瞒不住被月娘发现了。月娘不想浪费了在小雪这棵摇钱树上的投资，开始替小雪物色“过疯”的对象 - 民俗传说麻疯女只要和男人上床，便可以将麻疯病“过”给别人而痊愈。
花漾楼新近请来了乐师文秀（郑元畅）指导歌妓们的曲艺，文秀对小雪的歌喉及乐器方面的天赋惊为天人、赞赏有加，小霜也看出来小雪爱上了文秀，便和月娘联手安排趁文秀生日灌醉他，在让小雪过疯。同时，小霜靠着美貌和不输姐姐的歌喉，正式接替小雪成为红牌歌妓；与海爷的手下刀疤（言承旭）之间的“兄弟”情谊也开始慢慢演变成爱情。
但小霜与小雪在爱情方面的态度不同 - 小雪可以为了爱文秀拒绝过疯，由红牌歌妓沦落到住下女房；小霜却决定为了自己的未来要抓住因为帮助官府招降失败被海爷带到流屿来的富商 - 甄家茶庄的李二少（茅子俊）。
海爷把二少带到流屿来是为了让他知道自己不是官府所说的海盗、体验流屿的繁荣和特有的文化。海爷带二少到老相好花月娘的花漾楼玩乐，他一见到小霜表演便迷恋上小霜，小霜顺势要他留在流屿上和她双宿双栖。
二少舍得抛弃妻子，但舍不得甄家的家产，便要求海爷帮忙送信回家，要家里给他五万两银子，事成之后会分一半身家给海爷整修码头。李夫人甄芙蓉（李小冉）一时筹不出钱，回信问是否可以只付一半。二少认为妻子只爱钱不爱他，愤而回信说没钱就中元等著祭拜他。芙蓉深爱丈夫，在老管家的反对下卖掉了父亲留下的家业和茶庄，亲自带着剩下的二万五银子只身来到流屿，要确认丈夫完好才肯付钱。海爷和月娘匆忙让二少假扮成被绑架的样子，芙蓉救出丈夫后两人抱头痛哭。二少被芙蓉感动，决定回到妻子身边。但台风就要来了，海爷要等台风过了才开船。
台风来的那夜，小雪指责小霜玩弄爱情、警告她这样下去赌的太大，会玩火自焚；小霜反驳要小雪看看是谁会输，两人大吵一架。小霜回房后一气之下打翻油灯，看到小拇指烧起来自己却感觉不到痛，才发现有麻疯病的是她不是小雪。小霜想逃走，在后门口遇到刀疤，要刀疤带她去海边。两人拥吻，刀疤说要带小霜走，小霜想起自己的麻疯病，拒绝了刀疤。刀疤伤心之余跑去喝酒，忘了那天轮到他守码头，第二天早上回到码头才发现因为这样害死了人。
既然无处可逃，小霜打算利用李二少过疯，在月娘的帮忙下用计把他从芙蓉身边又抢回来。月娘开始准备小霜的喜事。因为小雪过疯不成，月娘早已经解聘了文秀。小霜答应月娘她之后赚的钱都给她，赎回了小雪的卖身契。姐妹俩互相交换香囊，小雪就和小霜永别，跟文秀上了海爷的船。同时在船上的还有要回家一趟的芙蓉。
李二少的五万两银子已经花了一半买房子和店铺，剩下本应该给海爷的二万五，给了月娘帮小霜赎身，海爷就绑了芙蓉要二少交赎金。二少不肯交，海爷这才告诉芙蓉所有的原委。芙蓉万念俱灰跳海，海爷救她上来，还收了她做自己的女人。海爷的手下们反对，要杀了芙蓉；海爷为了保住芙蓉砍下了一个手下的手臂。芙蓉看出海爷对她是真心的，邀请大家跟她一起回家，甄家还有个茶园可以让他们维生。
甄家管家知道小姐要和一帮海盗回来，暗中通报官府。海爷一帮人进甄家门后先喝了下毒的茶水，不敌官府埋伏，全部被杀死；只有刀疤因为没喝茶躲过一劫。芙蓉和管家躲在内屋，听到海爷喊着她的名字要带她走，原本心软要出去求情，管家提醒她家业已经为了一个李二少没了，不能再赌了；她改变主意留在内屋，任由海爷死在官府手上。
在流屿，李二少在洞房花烛夜发现小霜有麻疯，吓得打翻了烛台，烧掉了房子。月娘这才知道有麻疯病的是小霜，将她流放到海上。小霜在海上打开小雪给她的香袋，看到里面的字条才知道小雪没带走她十年来的积蓄，留在流屿给她赎身用。后来刀疤一人驾着海爷的船出现，救起了小霜，两人终于在一起。
小雪一直没告诉文秀自己有麻疯病，所以文秀在洞房花烛夜被吓得夺门而出。小雪走上海边的悬崖想自杀，临死前打开小霜给她的香囊，看到里面的字条才发现得麻疯病的不是自己。文秀回到家找不到小雪，在悬崖边找到她的衣服，哭瞎了眼。
多年之后，有个说书人来到小雪居住的村庄说书。小雪发现他是文秀，并没有相认，只是给了他赏钱。

## 演员
| 演员   | 角色   | 备注                                                                   |
| 言承旭 | 刀疤   | 海爺手下                                                               |
| 陈意涵 | 白小霜 | 花漾樓歌妓，雙胞胎中的妹妹，有痲瘋病但以为是“姐妹感应”（幕後代唱黃妃） |
| 陈妍希 | 白小雪 | 花漾樓歌妓，雙胞胎中的姐姐，“姐妹感应”出小霜的痲瘋（幕後代唱萬芳）     |
| 郑元畅 | 文秀   | 乐师                                                                   |
| 任达华 | 海爷   | 海盗头目                                                               |
| 吴君如 | 花月娘 | 花漾樓老板                                                             |
| 李小冉 | 甄芙蓉 | 李二少的妻子                                                           |
| 茅子俊 | 李二少 | 甄芙蓉的丈夫                                                           |
| 徐凱希 | 小杜鵑 | 花漾樓的侍女，發現小雪有麻瘋病後被小霜用計害死                         |
| 鍾     |        | 花漾樓老闆娘花月娘貼身侍女                                             |
| 僅雯   | 阿琴   | 客串                                                                   |
| 陶傳正 | 甄管家 | 客串                                                                   |
| 管其慧 | 桂花   | 花漾樓歌妓                                                             |
| 郭耀仁 | 阿狗   | 海盗                                                                   |
| 蔡力允 | 阿允   | 海盗，刀疤的助手                                                       |
| 兵承育 | 少年   | 客串                                                                   |
| 陳明   | 村民   | 客串                                                                   |

## 曲目
| 曲別   | 歌名         | 演唱  |
| ------ | ------------ | ----- |
| 主題曲 | 《歌妓祭鬼》 | 萬芳  |
| 片尾曲 | 《还我》     | S.H.E |

## 制作
导演周美玲曾执导《刺青》、《漂浪青春》等作品。
该片融合了古典主义和民族主义艺术学，有桅船花街、南管吟唱。
该片耗资一亿五千万台币，在 高雄市橋頭區 、馬祖、台灣民俗村取景，但票房相當淒慘。
為推廣行銷馬祖花漾酒，2012年11月16日與馬祖酒廠訂立契約，雙方約定在花漾電影及宣傳期間，露出花漾酒的圖樣，並協助辦理酒品酒會，但電影上映後票房不佳，當初置入行銷的馬祖酒廠，也因為「花漾酒」的滯銷拒付佣金，與發行電影的南方島公司鬧上法院，金門高分院審理後認為，契約內容明訂花漾酒的銷量不影響馬祖酒廠給付佣金義務，就算電影票房不佳、花漾酒銷量不好，馬祖酒廠仍須履約，判決給付電影公司381萬4650元，案經上訴，最高法院駁回定讞。

## 評價

### 台灣
《花漾》在2012年12月底上映後，先被媒體報導與立法委員批評涉嫌圖利陸資，票房數字也非常糟糕。看過電影的影友在網路上發表意見，認為主要的演員口條與扮相不佳，而且劇本非常鬆散，導演能力失控，預告片內容不夠吸引人，不能讓人掏錢進電影院看《花漾》。有網友指出，導演周美玲前兩部作品《刺青》和《漂浪青春》都有深刻的角色刻劃，但《花漾》卻沒辦法讓觀眾跟著角色入戲，令人失望。台灣影評人指出：台灣雖興起本土國片熱潮，卻未同步提升電影產業從製作到宣傳等基本面問題，以致文化部及部分影劇圈心目中的大片《花漾》表現不如預期，無法接棒延續這兩年國片熱。
台灣影評人麥若愚表示：「台灣電影看似熱潮回春，但很多技術和劇本其實還沒準備好，一旦基礎扎根不穩，擁有再堅強的偶像卡司包裝，也不一定能賣座。況且景氣不佳，台灣觀眾進戲院消費行為轉保守，一張電影票要兩三百元，再怎麼愛國，也會掂掂荷包分量。可以確定的是，未來國片想透過『愛台灣』來號召影迷進場的機會越來越小，如何抓到觀眾的口味或認同，才是決定電影能否賣座的關鍵。」
影評人膝關節表示：「《花漾》與好萊塢電影《神隱任務》和《無敵破壞王》等片同檔期，競爭上確實比較辛苦，從現實面來看，票房要好或者口碑要佳，才可能在戲院生存續演。」「電影其實包括預告片、海報、以及片名等因素，往往就能決定這部電影的吸引力，不只《花漾》，很多大陸、台灣電影都有類似問題，前端的宣傳與消費者無法產生共鳴，這都是國片要成熟必須顧慮的關鍵。」
媒體報導，《花漾》在網路上也未引起熱烈討論，部分網友抱持看「囧」片的心情觀賞，連官方粉絲頁面的管理員都拿此事自我解嘲，希望不管大家去看的原因是什麼，至少可以先進戲院捧場。導演周美玲表示「感覺得到大家對本片沒有興趣進戲院觀看」，監製王莉茗說：「電影上映前報導多不正面，多調侃陳妍希、言承旭扮相」。在臺灣文創一號公司2013年1月2日舉行的「年終記者會」，由於文創一號投資的《花漾》票房當時僅350萬，比照成本1億5000萬相差甚遠，導演周美玲也投資 4000萬，回收困難，周美玲表示：「可能至少要負債兩年以上」。
由ETtoday 東森新聞雲舉辦的2013年金蝦獎，參與的5名影評將本片入圍「最蝦電影獎」（入圍原因：「導演的操作無法實踐立意良好的初衷。」）、「最蝦導演獎」（入圍原因：「導演能力失控，無法駕馭劇情。」）、「最蝦女演員獎」（陳妍希，入圍原因：「演得太用力，口條對白差，不像現代也不像古代。」）、「最蝦男演員獎」（言承旭，入圍原因：「看不出來導演有沒有教他演戲，或是他自己對這角色有什麼感覺。」；鄭元暢，入圍原因：「角色凸顯個人缺點，口條差、表情單調。」）、「最蝦橋段獎」（「海爺任達華把手下阿狗的手給砍了，睡了李小冉。」，入圍原因：「完全沒有鋪陳，海爺就愛上李小冉。加上那廣東國語，不少人看到都笑了。」）、「最蝦政府補助獎」（入圍原因：「800萬輔導金。擁有高額政府補助，卻拍出粗糙、不叫好不叫座的成果。」）等獎項，最後經網路投票，《花漾》獲得「最蝦導演獎」、「最蝦女演員獎」。

### 中國大陸
《花漾》2013年9月6日在中國大陸上映，上映時間晚台灣9個月，片長也從122分鐘刪成92分鐘，再加上當地戲院不看好，排片量少、時段冷門，觀眾相當不買帳，票房相當淒慘。

## 票房

### 台灣
台灣媒體報導，累積至2013年1月初，全台票房僅新台幣350萬元。。

### 中國大陸
根據《中國電影報》微博透露，至9月15日，10天累積票房為214萬人民幣。

## 原声带
| 《花漾》音乐原声带 | 《花漾》音乐原声带 | 《花漾》音乐原声带 | 《花漾》音乐原声带 |
| 曲序               | 曲目               | 演唱               | 备注               |
| ------------------ | ------------------ | ------------------ | ------------------ |
| 1.                 | 秋風瑟瑟           | 陳明章             | 02:59              |
| 2.                 | 歌妓祭鬼           | 萬芳               | 04:55              |
| 3.                 | 夢碎花樓演奏版     | 陳明章             | 04:29              |
| 4.                 | 夢碎花樓           | 萬芳               | 01:26              |
| 5.                 | 相遇1              | 陳明章             | 00:44              |
| 6.                 | 一代妖嬌           | 萬芳               | 08:27              |
| 7.                 | 戰鼓               | 陳明章             | 00:46              |
| 8.                 | 海賊               | 陳明章             | 03:39              |
| 9.                 | 壓抑1              | 陳明章             | 01:29              |
| 10.                | 紅顏薄命           | 萬芳               | 02:55              |
| 11.                | 相遇 2             | 陳明章             | 02:50              |
| 12.                | 夢碎花樓           | 林雅嵐             | 04:30              |
| 13.                | 歌妓祭鬼           | 陳明章             | 04:16              |

## 外部連結
- 《花漾》的Facebook專頁
- YouTube上的電影《花漾Ripples of Desire》官方YouTube頻道
- 《花漾》的新浪微博
- Yahoo奇摩電影上《花漾》的資料（繁體中文）
- MSN娛樂上《花漾》的資料（繁體中文）

- 開眼電影網上《花漾》的資料（繁體中文）
- 豆瓣电影上《花漾》的資料 （简体中文）
- 时光网上《花漾》的資料（简体中文）
- AllMovie上《花漾》的资料（英文）
- 香港影庫上《花漾》的資料（繁體中文）
- 互联网电影数据库（IMDb）上《花漾》的资料（英文）